# Geronimo Albertini
Geronimo Albertini foi um prelado católico romano que serviu como bispo de Avellino e Frigento (1545–1548).

## Biografia
No dia 19 de janeiro de 1545, Geronimo Albertini foi nomeado durante o papado de Paulo III como Bispo de Avellino e Frigento, onde serviu como bispo até à sua renúncia em 1548.